# Calcon
Calcon™ ou sal de sódio ácido 1-(2-hidróxi-1-naftilazo)-2-naftol-4-sulfônico, Azul preto de eriocromo R®, Preto mordente 17 ou ainda preto palatina cromo 6BN, é um indicador complexométrico, que possui fórmula química C20H13N2NaO5S, de massa molecular 416.38 u, Número CAS 2538-85-4, C.I. 15705, usado para determinação de alumínio, ferro e zircônio.
É um azo-composto, resultante da reação de acoplamento entre um sal de diazônio de um amino-naftol, o 2-amino-1-naftol e um dos chamados "ácidos de letras".
É armazenado e preparado para o uso não na forma de solução, em laboratório, mas na forma de mistura sólida com cloreto de sódio, na proporção 0,20 g de indicador com 100 g de NaCl seco.